# Порья (губа)
Порья — губа в Терском районе Мурманской области. Площадь губы — 147,18 км².

## Географическое положение
Порья находится в средней части Кандалакшского залива Белого моря. Охраняемая часть Порьи губы с западной, северной, восточной сторон проходит по верхнему краю литорали материкового побережья, южная часть — по линии от мыса Педунов южнее островов Большой Седловатый, Столбовые луды, Крестовые, до Порьегубского лесничества Терского лесхоза на материке.

## Описание
Порья губа издавна являлась местом укрытия судов от непогоды. Широкий вход в залив находится на юго-востоке. Внутри губы расположено большое количество островов (Медвежий, Хедостров, Горелый, Седоватые острова). Общая площадь островов губы — 11,54 км². Береговая линия Порьей губы сильно изрезана многочисленными самостоятельными губами: губа Восточная Порья, Кострища, Тар губа, Западная Порья, Шушпаниха, Белозерская, Педуниха, Ильинская. Многие из них являются устьями ручьев и рек. В этих местах был развит промысел лососевых. В 100 км от города Кандалакши располагалась село Порья Губа, на сегодняшний день заброшенное. В 1977 году вся акватория Порьей губы переданы в ведение Кандалашскому заповеднику.
Название Порья губа представляет собой русскоязыкную кальку саамского Поррьяслухт 'парусная губа'.
В районе Порьей губы в узкой прибрежной полосе и на ближайших островах учеными было отмечено большое скопление жил со свинцово-цинковым оруденением. В большей степени залегают в древних амфиболитах и щелочных гранитах, в породах габбро-анортозивного комплекса. Длина жил достигает 300 метров. Минеральный состав: сфалерит, галенит, кальцит, кварц, в небольших количествах гематит, куприт, самородная медь.

## Примечание
1. 1 2 3  Лист карты Q-36-IX,X Кандалакша. Масштаб: 1 : 200 000. Указать дату выпуска/состояния местности.
2. 1 2  Кожин М. Н., Ершова Е. Г., Смышляева О. И., Попова К. Б. Современные спорово-пыльцевые спектры островов Белого моря (Порья губа) // Вестник Московского университета. Серия 5: География. — 2015. — № 3. — С. 58–69. Архивировано 8 февраля 2023 года.
3. 1 2 3 4 5 6  И. Б.Циркунов. Порья Губа: опыт историко-социологических исследований. skazmurman.narod.ru. Дата обращения: 24 января 2023. Архивировано 24 января 2023 года.
4. ↑  Топонимы Мурмана | Кольские Карты. kolamap.ru. Дата обращения: 24 января 2023. Архивировано 24 января 2023 года.
5. ↑  Порья губа, Мурманская область (Кольский регион), Россия. Описание, минералы, фотографии. Минералы и месторождения. webmineral.ru. webmineral.ru. Дата обращения: 24 января 2023. Архивировано 24 января 2023 года.